# 柳沙站
柳沙站（：／ Ryusa yŏk */?）曾为朝鲜铁路平南线上的一个车站，位于南浦特别市，废止时间不详。

## 历史
- 1938年7月8日：开始使用[1]。